# Heinrich Scholz
Heinrich Scholz (Berlim, 17 de dezembro de 1884 – Münster, 30 de dezembro de 1956) foi um lógico, filósofo e teólogo alemão

## Lida e obra
Filho do religioso Hermann Scholz, estudou filosofia e teologia em Berlim e Erlangen, obtendo em 1909 a Lic. theol.. Foi aluno de Adolf von Harnack, em filosofia aluno de Alois Riehl e Friedrich Paulsen. Em 1910 Scholz habilitou-se nas áreas de filosofia religiosa e teologia sistemática em Berlin. Obteve em Erlangen em 1913 um doutorado (com o título Dr. phil.) orientado por Richard Falckenberg, com a tese Schleiermacher und Goethe. Ein Beitrag zur Geschichte des deutschen Geistes. Foi chamado como sucessor de Rudolf Otto para a Universidade de Breslau, onde foi professor a partir de 1917.
Nos documentos deixados por Scholz Achim Clausing encontrou no porão do Instituto de Informática da Universidade de Münster no final do ano 2000 duas versões originais de artigos Alan Turings, que estavam desaparecidos desde 1945. Trata-se aaui das publicações "On Computable Numbers With an Application to the Entscheidungsproblem" de 1936, que Scholz no mesmo ano solicitou de Turing por cartão postal. Com base neste trabalho , de acordo com Clausing, Scholz apresentou "o primeiro seminário mundial sobre informática". A segunda publicação é de 1950, um trabalho sobre o desenvolvimento da inteligência artificial, no qual Turing escreveu a mão: "Esta é certamente minha última cópia". A Sotheby's leiloou tais impressos de Turing sem dedicatória alguma por 180 mil Euros.
A sepultura de Scholz está localizada no Parkfriedhof Eichhof em Kiel.

## Publicações selecionadas
- Christentum und Wissenschaft in Schleiermachers Glaubenslehre, 1909
- Glaube und Unglaube in der Weltgeschichte. Ein Kommentar zu Augustinus de civitate dei, 1911
- Schleiermacher und Goethe. Ein Beitrag zur Geschichte des deutschen Geistes, 1913, Dissertation.
- Der Idealismus als Träger des Kriegsgedankens. Friedrich Andreas Perthes, Gotha 1915. Perthes' Schriften zum Weltkrieg, Vol. 3.
- Politik und Moral. Eine Untersuchung über den sittlichen Charakter der modernen Realpolitik. Friedrich Andreas Perthes, Gotha 1915. Perthes' Schriften zum Weltkrieg, Vol. 6.
- Der Krieg und das Christentum. Friedrich Andreas Perthes, Gotha 1915. Perthes' Schriften zum Weltkrieg, Vol. 7.
- Das Wesen des deutschen Geistes. Grote'sche Verlagsbuchhandlung, Berlin 1917.
- Der Unsterblichkeitsgedanke als philosophisches Problem, 1920
- Religionsphilosophie. Reuther & Reichard, Berlin, 1921; 2., neuverfaßte Ausgabe, 1922.
- Zum ‚Untergang des Abendlandes‘. Eine Auseinandersetzung mit Oswald Spengler.  Reuther & Reichard, Berlin; 2. neubearb. und erg. Aufl., 1921.
- Die Religionsphilosophie des Als-ob. Eine Nachprüfung Kants und des idealistischen Positivismus, 1921
- Die Bedeutung der Hegelschen Philosophie für das philosophische Denken der Gegenwart. Reuther & Reichard, Berlin 1921
- Das Vermächtnis der Kantschen Lehre vom Raum und von der Zeit, 1924
- Die Grundlagen der griechischen Mathematik, 1928 com Helmut Hasse
- Eros und Caritas. Die platonische Liebe  und die Liebe im Sinne des Christentums, 1929
- Geschichte der Logik. Junker und Dünnhaupt, Berlin 1931 (1959 unter Abriß der Geschichte der Logik bei Alber, Freiburg im Breisgau)
- Goethes Stellung zur Unsterblichkeitsfrage, 1934
- Die neue logistische Logik und Wissenschaftslehre. In: Forschungen und Fortschritte, Vol. 11, 1935.
- Die klassische und die moderne Logik. In: Blätter für deutsche Philosophie, Vol. 10, 1937, p. 254–281.
- Fragmente eines Platonikers. Staufen, Köln o.J. (1940).
- Metaphysik als strenge Wissenschaft. Staufen, Köln 1941.
- Eine neue Gestalt der Grundlagenforschung. Forschungen und Fortschritte Nr. 35/36 Jahrgang 1941, p. 382ff.
- Logik, Grammatik, Metaphysik. In: Archiv für Philosophie, Vol. 1, 1947, p. 39–80.
- Begegnung mit Nietzsche. Furche, Tübingen 1948.
- Grundzüge der mathematischen Logik. Grundlehren der mathematischen Wissenschaften, Berlin, Göttingen 1961 com Gisbert Hasenjaeger
- Mathesis universalis. Abhandlungen zur Philosophie als strenger Wissenschaft, Ed. por Hans Hermes, Friedrich Kambartel und Joachim Ritter, Wissenschaftliche Buchgesellschaft, Darmstadt 1961.
- Scholz Leibniz und die mathematische Grundlagenforschung, Jahresbericht Deutscher Mathematikerverein 1943

Artigos
- Fichte und Napoleon. In: Preussische Jahrbücher, Vol. 152, 1913, p. 1–12.
- Die Religionsphilosophie des Als-ob. In: Annalen der Philosophie, 1. Vol., 1919, p. 27–113
- Die Religionsphilosophie des Als-ob. In: Annalen der Philosophie, 3. Vol., H. 1 1923, p. 1–73
- Warum haben die Griechen die Irrationalzahlen nicht aufgebaut?. In: Kantstudien Vol. 3, 1928, p. 35–72
- Augustinus und Descartes. In: Blätter für deutsche Philosophie, Vol. 5, 1932, Caderno 4, p. 405–423.
- Der Gottesgedanke in der Mathematik. In: Blätter für deutsche Philosophie, Vol. 8, 1934/35, p. 318–338.
- Logik, Grammatik, Metaphysik. In: Archiv für Rechts- und Sozialphilosophie, Vol. 36, 1943/44, p. 393–433